# Wołodymyr Pawliw
Wołodymyr Pawliw (ukr. Володи́мир Па́влів, ur. 25 listopada 1963 w Arkałyku, obecnie Kazachstan) – ukraiński politolog i dziennikarz.

## Życiorys
Okres dzieciństwa spędził w miejscowości Rudki w obwodzie lwowskim. Studiował na Politechnice Lwowskiej oraz na wydziale filologicznym Uniwersytetu Lwowskiego.
Działał w nielegalnym lwowskim czasopiśmie „Postup” które ukazywało się od kwietnia 1989 do lipca 1990. W latach 1991–1995 kierował redakcją kultury kanału telewizyjnego STB. W latach 1998 oraz 2000–2005 mieszkał i pracował w Warszawie jako korespondent „Radia Swoboda”. W roku 1994 przełożył tom poezji Andrzeja Bursy.
Od roku 2009 kieruje wydziałem informacji i stosunków zewnętrznych Ukraińskiego Uniwersytetu Katolickiego we Lwowie.
Kieruje Ukraińsko-Polskim Klubem Dziennikarskim „Bez Uprzedzeń”. Współpracuje też z wydawanym w Polsce tygodnikiem ukraińskim „Nasze Słowo”, z Gazetą Wyborczą oraz tygodnikiem „Polityka”.